# الکسیوکا، جلال-آباد
الکسیوکا، جلال-آباد (به لاتین: Alekseyevka, Jalal-Abad) یک منطقهٔ مسکونی در قرقیزستان است که در جلال‌آباد واقع شده‌است.

## خصوصیات
الکسیوکا ۷۸۳ متر بالاتر از سطح دریا واقع شده‌است.